# Primera temporada de Star Trek: The Next Generation
La primera temporada de Star Trek: The Next Generation es el conjunto de los primeros 26 episodios de esta serie de televisión de ciencia ficción, también conocida por las siglas TNG. La temporada fue producida por Paramount Pictures y emitida en régimen de sindicación entre el 26 de septiembre de 1987 y el 14 de mayo de 1988. Su trama se desarrollaba dentro del universo creado por Star Trek: la serie original dos décadas antes, si bien con distintos actores y personajes que aquella.
Tras iniciales recelos de los seguidores de la antigua serie, y las dudas generadas en torno a la continuidad del programa, la temporada tuvo audiencia suficiente como para que se produjera una segunda. Marcó varios de los temas recurrentes que reaparecerían o serían desarrollados en las siguientes seis temporadas que tuvo la finalmente popular serie. El éxito de TNG llegó a ser tal que a su finalización se rodaron cuatro películas protagonizadas por los mismos personajes. Además, fue seguida sin interrupción por otras tres series de televisión basadas en la franquicia Star Trek.

## Antecedentes

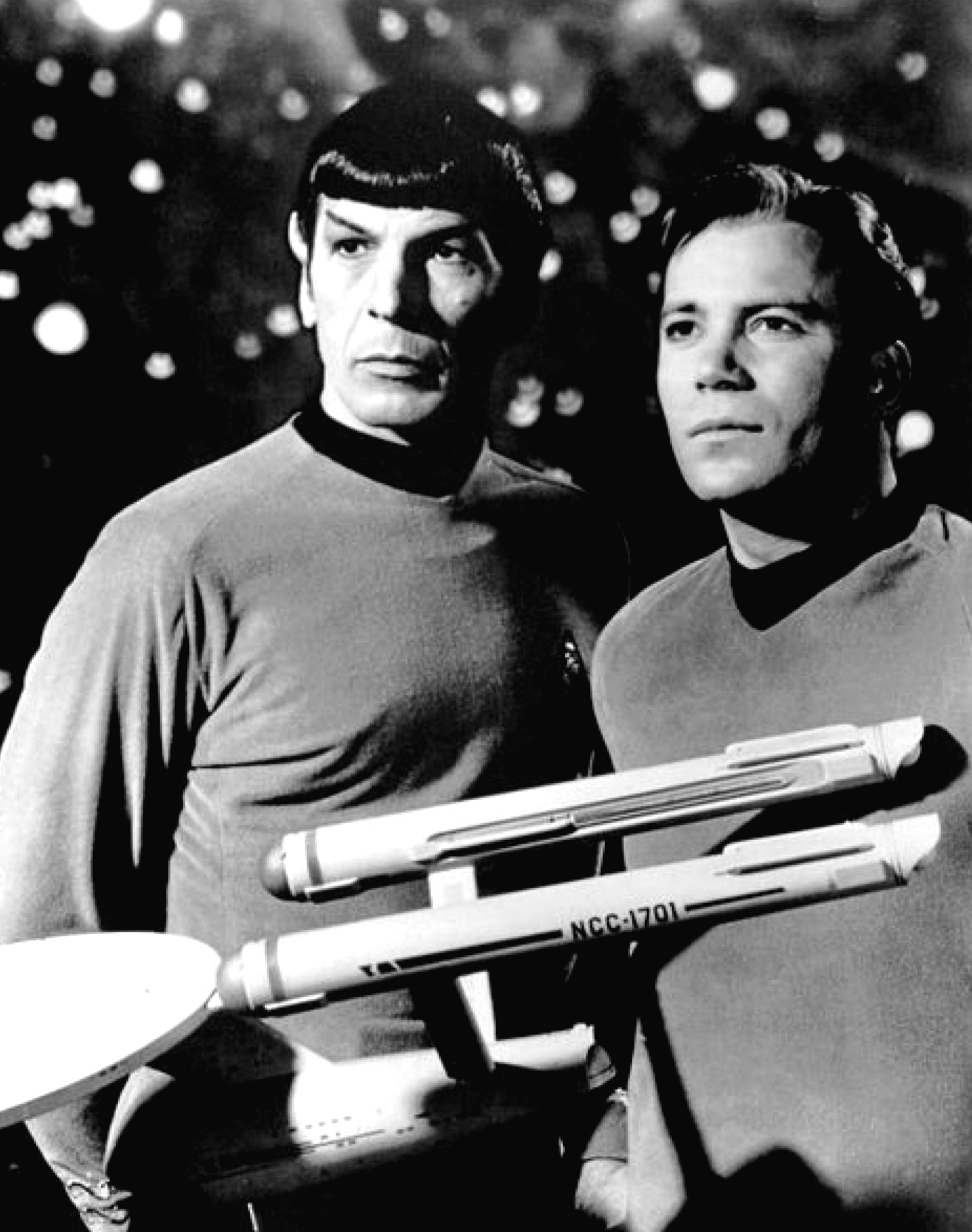
El éxito póstumo de Star Trek: La serie original y el de las cuatro películas que inspiró llevaron a Paramount a lanzar una nueva serie: La nueva generación (TNG).

El productor Gene Roddenberry y Paramount Pictures crearon en 1966 Star Trek, una serie de televisión de ciencia ficción de no muy elevado presupuesto que relataba las aventuras del capitán Kirk y la tripulación de su nave estelar, la Enterprise, en un largo viaje de exploración a través del espacio durante el siglo XXIII. La serie fue emitida por la cadena NBC que, al considerar que los índices de audiencia eran bajos, decidió cancelarla en 1969, durante su tercera temporada.
Sin embargo, la desaparición de la serie no disminuyó su popularidad. Al contrario, las constantes reposiciones de sus capítulos la convirtieron en un objeto de culto, lo que hizo que sus productores se planteasen en varias ocasiones la posibilidad de recuperarla rodando nuevos episodios. Pese a dichos esfuerzos, el proyecto no llegó nunca a materializarse por diferentes razones.
No obstante, el interés del público hizo que entre 1973 y 1974 se realizara una serie de animación de 22 episodios conocida como Star Trek: la serie animada, que narraba nuevas aventuras de la misma tripulación de la Enterprise contando con las voces de varios de los protagonistas originales. Ello favoreció que permaneciera el interés por la temática de la serie y se intentara nuevamente reeditar una serie con algunos de los actores de la serie original. El nuevo proyecto se conoce como Star Trek: Phase II y, a pesar del avanzado desarrollo que llegó a tener, hasta el punto de señalar mayo de 1978 como fecha del estreno, tampoco llegó a concretarse.
A partir de ese momento, los creadores de la serie cambiaron de enfoque y se centraron en trasladar la serie al mundo del cine. Como resultado de ello, se llegaron a rodar varias películas: Star Trek, la película (1979), Star Trek II: La ira de Khan (1982), Star Trek III: En busca de Spock (1984) y Star Trek IV: Misión: salvar la Tierra (1986). Aunque las críticas fueron severas, sobre todo en el caso de la primera película, la saga tuvo continuidad debido a que la respuesta del público aseguró la rentabilidad de todos y cada uno de los filmes. Al mismo tiempo, el producto era explotado en otros campos mediante la publicación de historietas gráficas, novelas y juguetes.
Fue precisamente el éxito de las películas lo que hizo que Paramount volviera a retomar la idea de realizar una serie de televisión, si bien con nuevos actores y personajes, ya que los tradicionales seguían una rentable carrera cinematográfica y habían alcanzado una cierta edad.

## La gestación del proyecto
Robert Justman y Eddie Milkis, quienes ya habían participado en la serie original, fueron los productores a los que Paramount encargó la puesta en marcha del nuevo proyecto. Una de sus prioridades fue convencer a Gene Roddenberry de que participara en la serie. El creador de la franquicia se negó inicialmente, pues recordaba las maratonianas jornadas de trabajo que tuvo que afrontar en la década de los 60 y cómo le privaron de su familia. Sin embargo, Justman y Milkis le convencieron de que esa situación no se repetiría debido a que habían optado por emitir la serie en régimen de sindicación, lo que proporcionaría mayor autonomía a los productores. La sindicación implica que, en vez de contratar la exhibición con una de las grandes cadenas televisivas, se contrata la misma individualmente con cada una de las estaciones emisoras locales, por lo que los programas no se emiten en todo el territorio de los Estados Unidos de forma simultánea y es difícil conseguir el horario de máxima audiencia (prime time). De hecho, era la forma en que se venía reemitiendo Star Trek: La serie original desde su desaparición, habiendo alcanzado así un éxito mayor que cuando la emitía la NBC. La idea se revelaría como un acierto; TNG fue una de las primeras series en ser emitida con éxito en estas condiciones, sin que la heterogeneidad de horarios perjudicara sus índices de audiencia. Los productores se libraron de las presiones externas que podría haber impuesto una cadena de televisión que tuviera la exclusiva, tanto las de tipo económico pidiendo rebajar costes, como de censura de contenidos. De hecho, Paramount llegó a ofrecer la emisión de la serie sin coste para la estación local, dividiéndose el tiempo de la publicidad entre ambas empresas. Las estaciones que emitieran el estreno de la serie tendrían luego prioridad en la reemisión de la misma, si bien deberían pagar por ella. Además, los derechos de emisión de la antigua serie, todavía muy popular y rentable, sólo se ofrecerían a las estaciones emisoras que emitieran la nueva serie de todavía incierto éxito. En otra medida inusual, la serie sólo se emitió en televisión en Estados Unidos y Canadá, imponiendo al resto del mundo la compra en cinta de video.
Roddenberry, una vez hubo aceptado el cargo de productor ejecutivo, impuso un férreo control sobre el proyecto para conseguir que se ajustase a su original y optimista concepción del universo de Star Trek. Ello planteó problemas con algunos guionistas, que se mostraron disconformes con la forma en que el productor concebía al elenco protagonista como un grupo de amigos. Consideraban que la supresión de la existencia de conflictos interpersonales entre los miembros de la tripulación limitaba consideradamente las posibilidades argumentales de la serie. No obstante, Roddenberry fue apoyado por Paramount y llegó a reescribir casi por completo los guiones de los primeros quince episodios con gran dogmatismo. A partir de entonces no fue necesaria su labor de supervisión porque los límites habían quedado claros para todos. Los conflictos supusieron la salida del proyecto de varios escritores, lo que produjo una cierta sensación de falta de continuidad. En cualquier caso, la presencia del productor fue determinante para establecer un nexo entre la nueva serie y la serie original, algo exigido por los numerosos seguidores de la franquicia.
La productora tenía claro que era imposible realizar la nueva serie con los antiguos protagonistas, pues éstos estaban realizando películas cinematográficas y sus pretensiones económicas estarían muy por encima de lo permisible. También se descartó la posibilidad de que nuevos actores encarnaran a los antiguos personajes, dado que éstos estaban siendo interpretados por los tradicionales artistas en la gran pantalla y el público rechazaría esa dualidad. Por consiguiente, quedó claro que había que recurrir a nuevos personajes. Una vez tomada esa decisión, otras igualmente importantes fueron consecuencia de la misma.
El estilo y apariencia de la nueva serie no podía ser el de la antigua, pues habían transcurrido casi veinte años entre ambas. Las recientes series de televisión, como Hill Street Blues o L.A. Law habían transformado profundamente el relato televisivo, y la apariencia visual de los años 1960 resultaba antigua en los 1980. Por dichos motivos, se decidió trasladar la acción unos ochenta años más tarde de la época en la que el capitán Kirk vivió sus aventuras. Ello permitiría ampliar las posibilidades visuales y técnicas de la serie, pero sin romper con el universo creado por la serie original.
Adicionalmente, Roddenberry decidió que había que «romper» con la serie original en dos sentidos complementarios. Por un lado, los nuevos personajes protagonistas debían ser marcadamente diferentes a los de la serie original. Ningún vulcaniano que se introdujera en la nueva tripulación podría competir con Spock y la fuerte impronta que este había dejado en el público. Por otro lado, Roddenberry proscribió inicialmente las que denominó como «viejas razas», entendiendo por tales las que habían aparecido en la serie original: vulcanianos, klingons o romulanos. Sin embargo, esta segunda decisión sería matizada muy pronto. Es cierto que la aparición de vulcanos fue muy infrecuente, pero los romulanos reaparecieron en el último episodio de la temporada, «La zona neutral». Su apariencia fue revisada, aunque no tanto como lo fue la de los klingons, principalmente representados por Worf, que no tienen nada que ver con los de la antigua serie y tampoco se parecen a los de los largometrajes.
Cuando el proceso de selección de actores ya había comenzado, Milkis decidió abandonar su labor en la serie y dedicarse a otras tareas en Paramount. La persona elegida para sustituirle fue Rick Berman, quien sintonizó inmediatamente con el equipo y demostró unas grandes aptitudes para el trabajo. Con el tiempo, Berman llegaría a convertirse en el alma de TNG, sustituyendo en el liderazgo a los veteranos Justman y Roddenberry. De hecho, Justman solicitó a Paramount que redujera su carga de trabajo antes de finalizar la temporada debido al cansancio acumulado, lo que aumentó la responsabilidad de Berman.

## La nueva tripulación y el reparto
Gene Roddenberry había creado una “biblia” —como se conoce en la profesión al documento de referencia para los guionistas— a la que debía ajustarse el contenido de la serie. En ella habían quedado prefijados la mayoría de los personajes principales. Los productores habían decidido superar la dualidad Kirk-Spock desdoblando los roles de éstos en varios personajes, a fin de tener una gama más amplia de protagonistas que le diera a la serie mayores posibilidades dramáticas, en la línea de otras series de éxito de la época. Teniendo en cuenta las limitaciones presupuestarias, pues se preveía un considerable gasto en efectos visuales y de sonido, los productores se lanzaron a la búsqueda de los intérpretes más adecuados. Pese a que tenían claro que la tripulación debía ser completamente distinta de la de la antigua serie, el temor al rechazo por parte de los seguidores de la antigua serie flotaba en el ambiente.

### El capitán Picard
Roddenberry concibió al capitán Jean-Luc Picard como a un hombre de mediana edad (a diferencia del juvenil capitán Kirk de la serie original), romántico y con un origen francés que se manifestaría a través de su acento en momentos de excitación. Pero, a diferencia de otros personajes, el actor que lo encarnaría no fue elegido mediante un competitivo proceso de selección o casting, lo que influyó en el cambio de su personalidad.
Robert Justman descubrió al actor inglés Patrick Stewart en un recital de obras de Shakespeare que este ofreció en UCLA. Justman quedó sorprendido por las cualidades actorales de Stewart y lo propuso a Roddenberry. La sugerencia no convenció de inmediato al veterano creador de la serie. La idea de que un actor calvo encarnase al capitán de la Enterprise le parecía contraria a su concepción del personaje. Roddenberry no andaba desencaminado, pues este mismo factor provocaría luego un fuerte rechazo inicial de los seguidores de la franquicia, los denominados trekkies. Sin embargo, terminó aceptando la elección de Justman, que acabaría revelándose como uno de los grandes aciertos de la serie.
Stewart era un veterano actor de unos 47 años en aquel momento, pero no era una estrella cinematográfica ni televisiva. Había desarrollado su trabajo, sobre todo, en el teatro, donde se había llegado a especializar en las obras de Shakespeare. Se había unido a la Royal Shakespeare Company en 1966 (la época del nacimiento de Star Trek, serie de la que él mismo fue asiduo espectador) y a la Royal National Theatre a principios de los 80. También había trabajado en series de televisión británicas, como la célebre Yo, Claudio, en la que interpretó el papel de Sejano. En el cine, su interpretación más destacada hasta la fecha la había realizado en Excalibur, la película que John Boorman dirigió en 1981. Por consiguiente, era casi un desconocido en los EE. UU.
Aunque veterano en la interpretación y seguidor de la serie, Stewart era consciente del riesgo que suponía para un británico interpretar a un auténtico icono de la cultura popular estadounidense. Sin embargo, las iniciales reticencias del público, muy fuertes durante la primera temporada de la serie, se irían disipando poco a poco y la interpretación del actor inglés iría siendo reconocida de forma paulatina como la mejor de todo el elenco. De su mano, el personaje reveló no sólo tener dotes para la diplomacia, sino también para implicarse personalmente en la acción, además de contar con insospechadas aptitudes para la comedia. Sin ninguna duda, Stewart sería el protagonista de la serie cuya carrera actoral recibiría un mayor impulso tras participar en la misma.

### El comandante Riker
Mucho más difícil lo tuvo Jonathan Frakes para conseguir el papel del comandante William Riker. Según él mismo explicó, tuvo que superar un casting que incluyó siete exigentes pruebas a lo largo de unas seis semanas. Tras dicho proceso, los productores le consideraron idóneo para encarnar al primer oficial de la nave o, como le denomina habitualmente Picard usando una terminología propia de la Armada Británica, el «número uno». Desde el primer capítulo de la serie, el episodio doble titulado «Encuentro en Farpoint», sabemos de él que está dispuesto a enfrentarse con el capitán para garantizar la seguridad de este, que mantuvo en el pasado una relación amorosa con Deanna Troi, la consejera de la nave, y que le divierte el comportamiento a lo Pinocho del segundo oficial, el sofisticado androide Data. Más adelante, se convertirá en el tutor del joven y brillante Wesley Crusher.
El personaje, junto con el del capitán, parece fruto de un desdoblamiento de la personalidad del capitán Kirk. Picard asume la faceta más cerebral y diplomática, mientras que Riker desarrolla las labores de acción y romance que caracterizaban a Kirk. En este sentido, se puede apreciar su disposición a mantener relaciones amorosas con féminas de otros mundos ya en el episodio 14, «Ángel Uno» («Angel One»), donde, en un estilo similar al de James Bond —una referencia contemporánea al capitán Kirk y con varias semejanzas— afirma actuar así en pro de las relaciones diplomáticas.

### La doctora Crusher

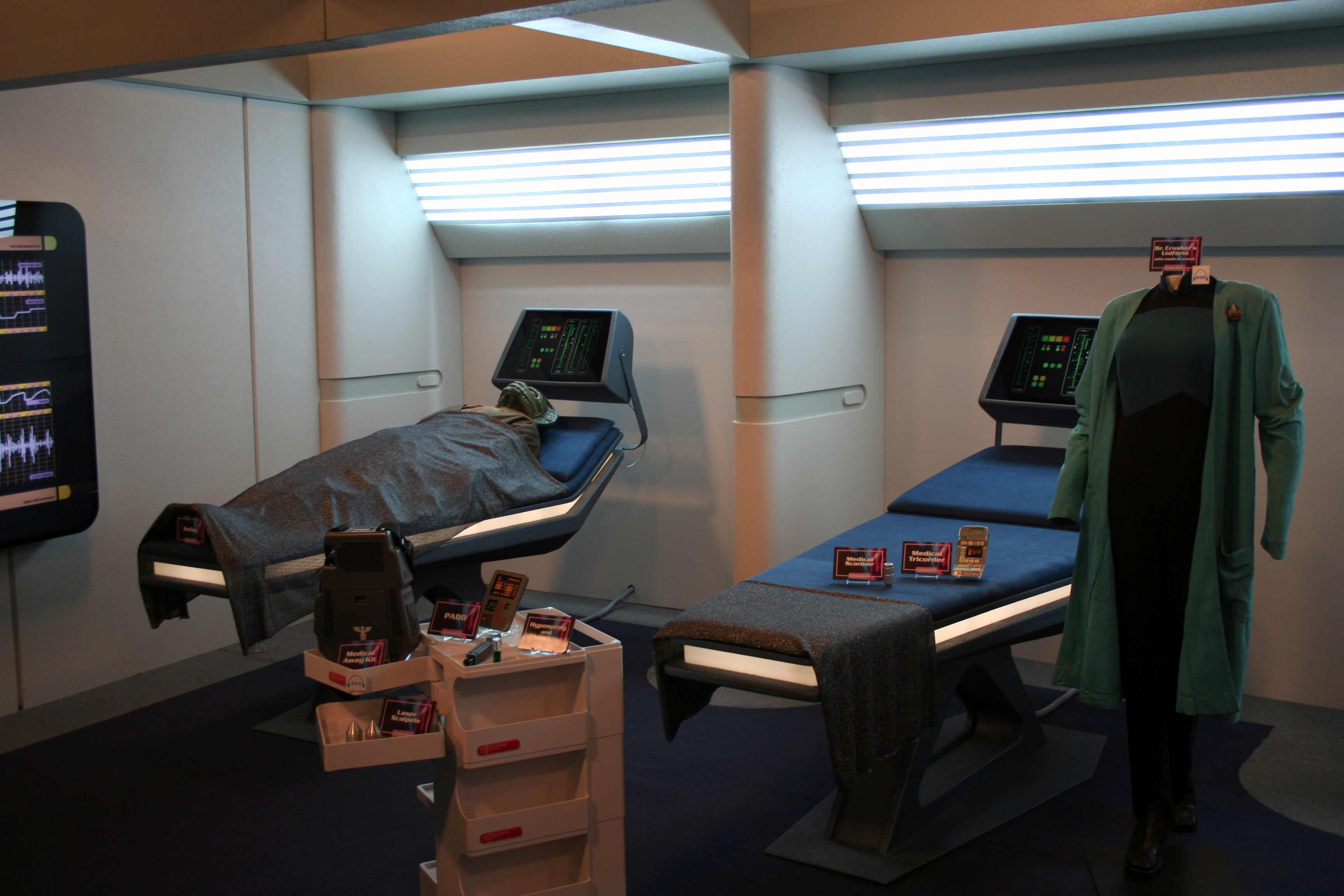
La enfermería es el terreno en el que actúa el médico de a bordo, Beverly Crusher.

Siguiendo la tendencia de romper con los esquemas de la serie original, Roddenberry decidió que el médico de la nave sería en esta ocasión una mujer, la doctora Crusher. La elegida fue Gates McFadden, quien había trabajado principalmente como coreógrafa en los diferentes trabajos con marionetas desarrollados por Jim Henson y que, a diferencia de Patrick Stewart, desconocía completamente la antigua serie y carecía de experiencia en series de televisión.
Desde el primer episodio sabemos que la doctora es viuda, que viaja acompañada de su único hijo, Wesley Crusher, y que conoce desde hace años al capitán Picard, quien era amigo de su esposo y tuvo alguna relación con su muerte. Hay atisbos de que la relación con el capitán esconde una mutua atracción física, lo que se manifiesta en el episodio n.º 3, titulado «El presente inexorable» («The Naked Now»), en el que un extraño virus elimina las inhibiciones de los tripulantes haciendo que liberen sus instintos más profundos. Aunque la médico tiene el grado de comandante y viste uniforme, lo cubre habitualmente con una bata propia de su profesión.

### Data
En el empeño de Roddenberry de incorporar personajes de nuevo cuño que no recordasen a los de la serie original, el teniente Data es la más destacada innovación. Se trata del primer androide, único en su género, que ha conseguido ingresar en la Flota Estelar, y ocupa el tercer lugar en el escalafón de la nave. Su naturaleza lógica le aproxima en gran medida al rol que desempeñaba Spock en la antigua serie, detalle explícitamente señalado por el doctor McCoy en el episodio inicial. Sin embargo, mientras Spock viene a ser una persona deshumanizada, Data es una máquina que intenta humanizarse. Ya desde la «biblia» escrita por Roddenberry se dejó claro que, aun siendo superior a los humanos en muchas facetas —cosa que él mismo afirma en el primer episodio— aspira a comprender mejor la naturaleza humana y humanizarse él mismo. Como Roddenberry le dijo al actor Brent Spiner al comienzo de la serie, Data aspira a convertirse en humano, y tal proceso se desarrollará poco a poco mientras avanza la serie, aun sin llegar nunca a su culminación. Así, ya en la primera temporada, Data llegará a sorprenderse en determinado momento al descubrir que está hablando consigo mismo, un rasgo típicamente humano. La obsesión de Data por llegar a asemejarse a sus compañeros llevará al comandante Riker a compararle con Pinocho, un precedente obvio. El personaje parece en parte deudor del vulcano teniente Xon de Star Trek: Phase II, con el que guarda ciertas similitudes.
La completa disposición anatómica del androide quedará también de relieve cuando en el episodio número 3, «El presente inexorable», mantiene una relación sexual con la teniente Yar. También dará lugar a situaciones jocosas, como cuando en «Números binarios» aparece inmóvil ante un lienzo y manifiesta estar «esperando la inspiración»; cuando en «Código de Honor» se cuenta que su amigo La Forge ha tenido que escuchar 562 chistes suyos o cuando en «El último baluarte» dice una frase hecha como «es algo que contar a los nietos». También en «El presente inexorable» parafrasea a Shylock: «Nos parecemos más de lo que piensa, mi querido capitán: yo tengo poros y los humanos también; yo tengo huellas dactilares y los humanos también; mis nutrientes químicos son como su sangre; si me pincha ¿no goteo como usted?»
El elegido para desempeñar el papel fue Brent Spiner, un actor que había realizado pequeñas apariciones en cine y televisión con anterioridad. Él mismo diría después que la parte más dura de su trabajo era madrugar más que el resto del reparto para someterse a una larga sesión de maquillaje durante la que era literalmente bañado en oro. La interpretación de Spinner estaría muy condicionada por la escasa expresividad del personaje, carga de la que se podría liberar esporádicamente con la posibilidad de interpretar otros papeles, como el de su “hermano” Lore, que aparece por primera vez en el capítulo 13.º de la temporada, titulado «Datalore».

### Deanna Troi
El personaje de Deanna Troi responde plenamente a la concepción de Gene Roddenberry de aunar continuidad e innovación. Prolonga la tradición iniciada con Spock de introducir personajes mestizos; al igual que aquel era hijo de padre vulcaniano y madre humana, Troi es hija de padre humano y madre betazoide. Esto le permite participar de ambos mundos, lo que resulta muy útil a los guionistas. Aunque los betazoides se caracterizan por poseer poderes telepáticos, no está claro si Troi los ha heredado. En el episodio doble inicial, Troi establece una comunicación telepática con William Riker, su antiguo compañero sentimental; sin embargo, en capítulos posteriores se nos dice que Troi carece de dicha habilidad debido a su condición mestiza y que sólo tiene una capacidad empática para percibir sensaciones o sentimientos de otras personas. El cambio iba destinado a evitar incómodos monólogos mentales por parte del personaje. A pesar de ello, en el episodio n.º 11, «Puerto» («Haven») Troi volverá a comunicarse telepáticamente con su madre.
La relación existente entre Troi y Riker parece heredada de la que en Star Trek: Phase II iban a mantener los oficiales Ilia y Decker. Ambos han mantenido una relación sentimental con anterioridad. Además, Troi hereda la capacidad empática de Ilia.
La actriz estadounidense de origen británico Marina Sirtis fue la elegida para el papel. Sirtis había trabajado en varias series de televisión británicas y en alguna película americana, siendo tan poco conocida por el gran público como la mayoría de sus compañeros de reparto. Tras un casting igual de largo que el de Frakes, fue inicialmente elegida para interpretar el rol de Tasha Yar, caracterizada por ser un personaje muy atlético y combativo, pero los productores decidieron a última hora que ella y Denise Crosby intercambiaran sus papeles. A la larga, el cambio fue positivo para la serie, pues el papel de Troi ofrecía muchas más posibilidades argumentales que el de Yar. Puesto que se le dijo que Tasha Yar debía tener un acento similar al de la Europa Oriental, Sirtis lo ensayó durante semanas. Cuando tuvo que cambiar el papel preguntó si debía prescindir del acento y le dijeron que lo modificara algo para simular un deje betazoide. Según explicaría más tarde, se inspiró en un amigo israelí para perfilar el nuevo acento que le acompañaría durante toda la serie. Para su sorpresa, cuando la madre de Troi apareció en escena en «Puerto», la actriz Majel Barrett, esposa de Gene Roddenberry, la interpretaba hablando con un nítido acento estadounidense. La explicación que recibió Sirtis fue que Deanna habría heredado el acento de su padre terrestre.
En el doble capítulo inaugural, Troi aparece vistiendo un uniforme de la Flota Estelar; sin embargo, durante el resto de la temporada, la consejera apareció vistiendo ropa civil. Tal hecho ofrecía dudas respecto a la situación del personaje dentro de la nave, dudas que no se resolvieron hasta un tiempo después.

### Geordi La Forge
De todo el reparto de la serie, LeVar Burton era, sin duda, el actor más conocido por el público norteamericano. Con veinte años, había interpretado al joven Kunta Kinte de la popularísima serie Raíces. Posteriormente, trabajó como anfitrión del programa infantil Reading Rainbow, emitido por la cadena pública de televisión PBS. Burton llevaba cinco temporadas realizando esta labor, por la que había sido galardonado con varios premios Emmy. Quizá por ese motivo, su proceso de selección fue menos exigente que el de otros actores y sólo tuvo que realizar tres pruebas.
Burton interpretaba al teniente Geordi La Forge, un tripulante ciego de nacimiento dotado de un aparato que cubre sus ojos al que denominan visor. Este artilugio, brillante muestra de la ciencia del siglo XXIV, le permite recibir e interpretar una amplia gama de ondas que, si bien no le proporcionan una visión como la del resto de las personas, sí le facilitan percibir detalles vedados al resto de la tripulación.
Los encargados del diseño trabajaron mucho tiempo sin éxito buscando la forma de materializar el visor descrito en la «biblia» de la serie. Tras numerosos fracasos, fue Michael Okuda quien resolvió el problema al mostrar una sencilla diadema de plástico que llevaba su novia. El utensilio permitía tapar los ojos de Burton y simular la existencia de una compleja maquinaria sin privar de visión al actor. Como él mismo diría tiempo después, Burton se vio obligado a interpretar durante casi toda la serie sin utilizar sus ojos, una fuerte limitación para cualquier actor.
El nombre del personaje procede de un fan de la serie original que era tetrapléjico y que había fallecido en 1975. La Forge no ofreció todo su potencial durante la primera temporada debido a que su función como timonel le proporcionaba escasa relevancia. No obstante, tuvo mayor protagonismo en el episodio n.º 21, «El arsenal de la libertad» («The Arsenal of Freedom»), en el que quedaba al mando de la nave en una situación de emergencia. También fue desarrollando una especial relación con Data, asumiendo el rol de mentor en la búsqueda de humanidad que efectúa el androide. El papel de La Forge se vería reforzado en la siguiente temporada, al asumir el puesto de Jefe de Ingeniería, un papel que durante la primera temporada fue rotando entre varios actores secundarios.

### Tasha Yar

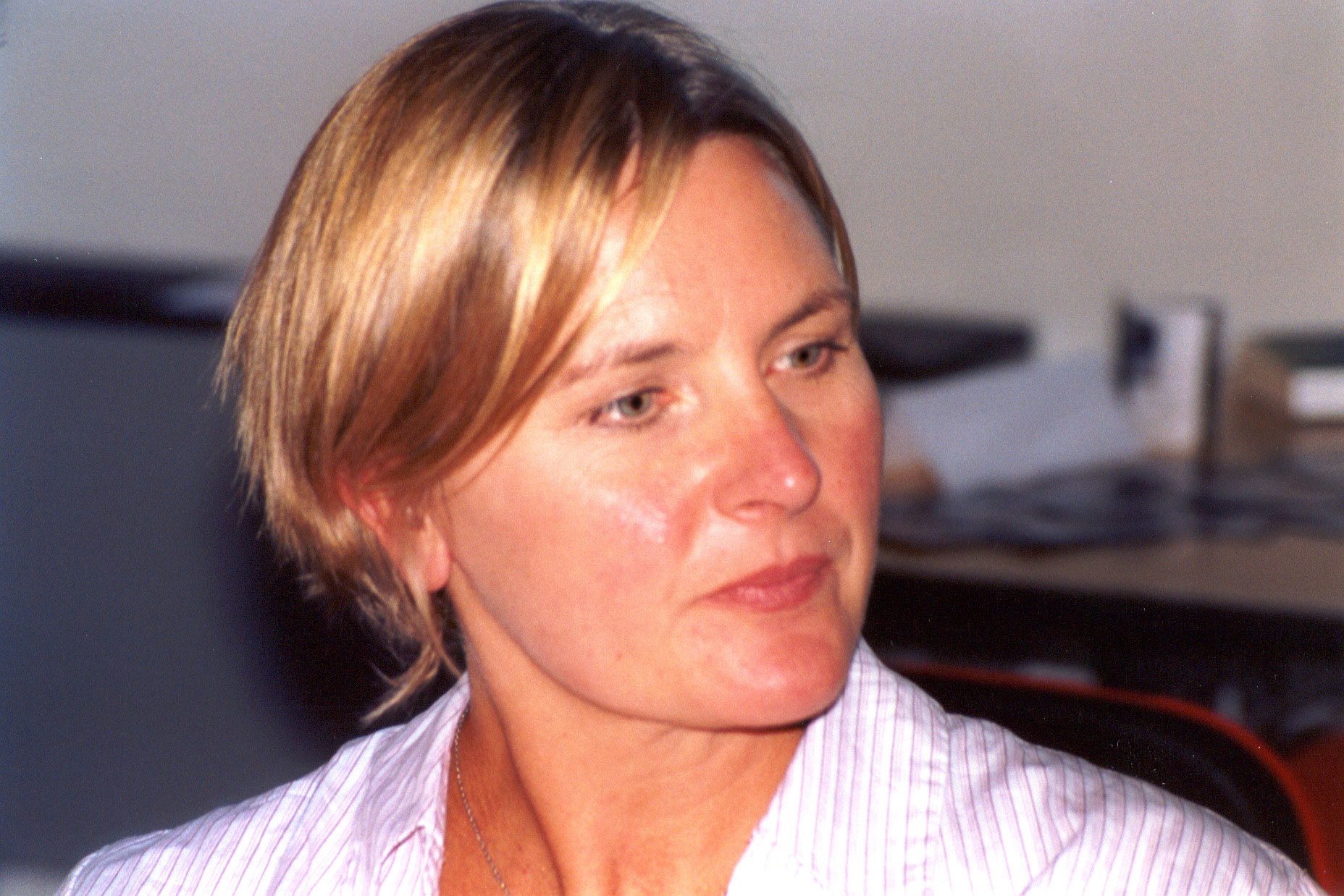
Denise Crosby (en una imagen de 2003) interpretó a Tasha Yar, pero decidió abandonar la serie durante la temporada.

Como se ha indicado, la actriz Denise Crosby, nieta del en su momento extremadamente popular cantante y actor Bing Crosby, fue elegida inicialmente para encarnar al personaje de Deanna Troi, pero los productores, a instancias de Roddenberry, decidieron que intercambiara el papel con Marina Sirtis y que interpretara a la teniente Tasha Yar, responsable de seguridad a bordo de la Enterprise-D. En la «biblia» de Roddenberry, el personaje aparecía inicialmente descrito como una aguerrida mujer de origen hispano, motivo por el que se había pensado en una morena para interpretar el papel; sin embargo, los productores consideraron que las cualidades interpretativas de las dos actrices se ajustarían mejor al papel asignada a la otra.
El personaje de Yar es uno de los menos desarrollados de la serie. Sabemos que no es originaria de la Tierra, sino de un planeta en el que llevó una vida extremadamente difícil hasta que se unió a la Flota Estelar, aunque no se aclara explícitamente si es humana o pertenece a alguna de las abundantes razas de aspecto humano que aparecen en la serie. En todo caso, el personaje carecía de características que lo individualizaran frente a otros, fuera de una combatividad que compartía con Worf y que en este resultaba mucho más sugerente debido a su condición de klingon. Probablemente esta indefinición, junto con la convicción que tenían muchos miembros del equipo de que la serie no sobreviviría más allá de la primera temporada, motivó la decisión de Crosby de abandonar la serie. Los productores aceptaron la baja y el personaje murió en el capítulo n.º 23, «La piel del mal» («Skin of Evil»), convirtiéndose así en la primera protagonista de la franquicia que moría de forma definitiva.
Tiempo después, Crosby se replanteó su decisión a la vista del éxito de la serie y mostró su disposición a volver. La productora aceptó que reapareciera en algunos capítulos como estrella invitada, pero no se reincorporó al elenco protagonista. A corto plazo, la desaparición de Yar permitió impulsar el desarrollo del personaje del teniente Worf, quien asumió las funciones de jefe de seguridad.

### Wesley Crusher
El jovencísimo Wil Wheaton fue escogido para interpretar al adolescente Wesley Crusher, el brillante hijo de la doctora Crusher. Wheaton había destacado el año anterior en la película de Rob Reiner Cuenta conmigo, que había obtenido un excelente trato por parte de la crítica. Sin embargo, el resultado de su primera prueba de selección le dejó tan insatisfecho que solicitó una nueva oportunidad porque estaba seguro de poder hacerlo mejor. No era necesario, pues fue la productora quien le llamó para una segunda audición. El personaje de Wesley suponía una novedad, al introducir por primera vez a un menor de edad como protagonista de una de las series de la franquicia. Ello era posible debido a la concepción que Roddenberry tuvo de la nueva Enterprise-D como una nave mucho más grande que la antigua Enterprise del capitán Kirk, capaz de transportar no sólo a sus tripulantes, sino también a las familias de éstos dada la larga duración de su misión por el espacio.
El joven Wesley es descrito como excepcionalmente brillante en diversas materias técnicas y, particularmente, en todo lo relacionado con la navegación interestelar. Esta capacidad casi sobrenatural será muy útil para los guionistas a la hora de resolver situaciones complicadas, y también justificará que sea nombrado alférez honorario con la finalidad de poder acceder al puente de mando (principal escenario de la serie). El objetivo de captar al público infantil y juvenil no es ajeno a la creación del personaje. Inicialmente fue concebido como una chica, a la que se asignó en la "biblia" el nombre de Leslie, pero los productores acabaron decidiendo que un joven ofrecía mayores posibilidades argumentales.
Además de con su madre, Wesley irá desarrollando una particular relación con su tutor, el comandante Riker, encargado por el capitán de supervisar la educación del muchacho. Respecto a Picard, la relación que mantienen es tensa y ambivalente, debido a la dificultad que el propio líder de la nave reconoce tener para tratar con niños.
Wheaton fue nominado al premio al mejor actor joven en una serie dramática en la novena edición de los Premios Young Artist, correspondiente a los años 1986-87.

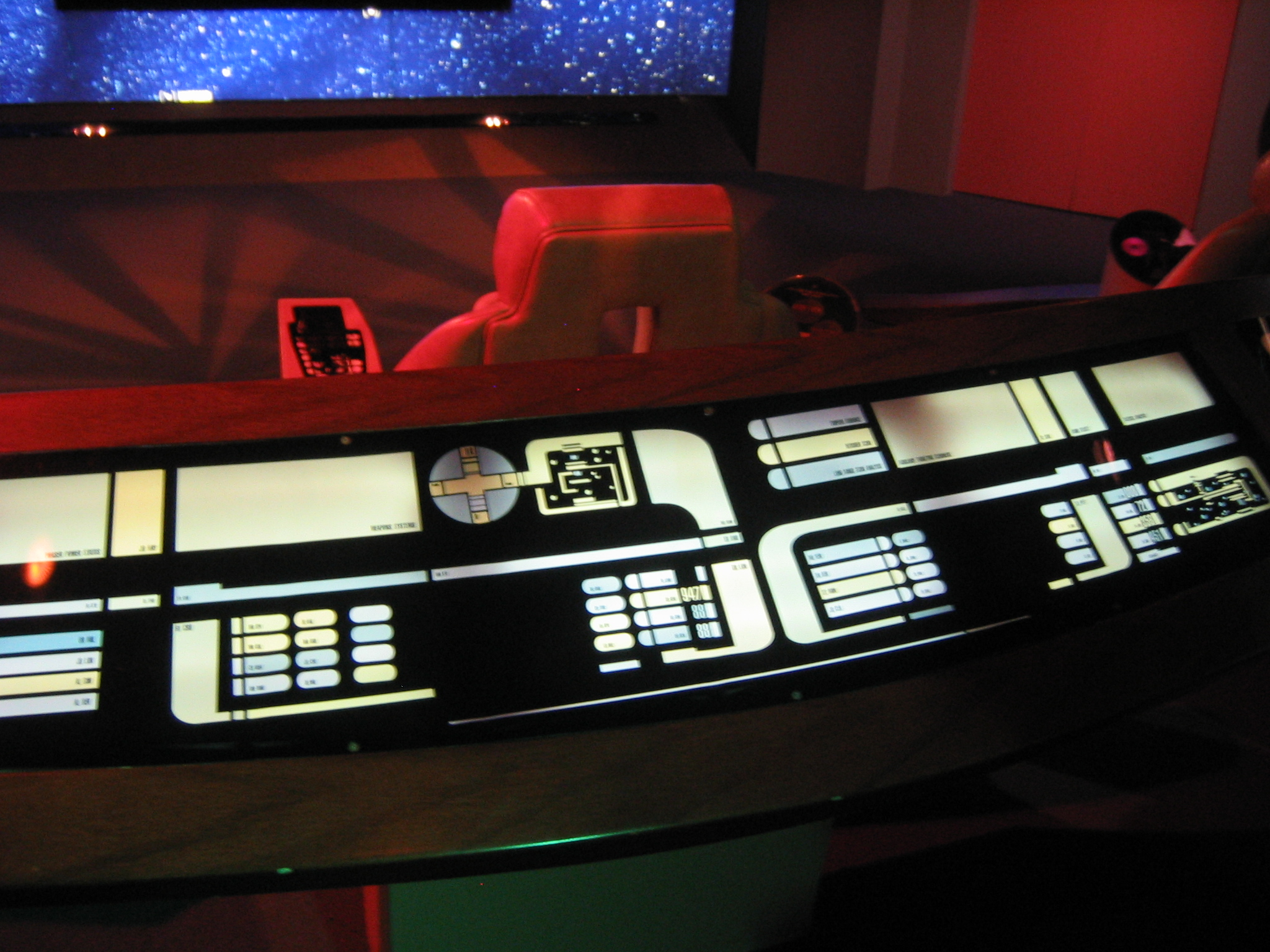
Tras la muerte de la teniente Yar, Worf ocupa la estación táctica, situada detrás del puesto del capitán.

### Worf
El personaje del teniente Worf no aparecía en la «biblia» elaborada por Gene Roddenberry. A última hora, cuando ya había terminado el proceso de selección de los demás actores, se decidió que debía haber un klingon en la tripulación. La decisión no rompía totalmente la política de Roddenberry de prohibir las «viejas razas», puesto que en este caso se trataba de integrarla en una posición inexistente en la serie original: como tripulante de la Enterprise. El elegido para el papel fue Michael Dorn, un actor que decidió desde el inicio del casting que el personaje debería hacer gala de la extrema seriedad que le acompañaría durante años. Esa personalidad se ve reforzada por su figura aristocrática, rematada por una frente que recuerda a los saurios. La improvisación del personaje es patente en los primeros episodios de la temporada, donde su presencia casi se limita a la de un figurante con limitado diálogo; sin embargo, Worf iría creciendo paulatinamente, hasta llegar a ser el personaje que ha disfrutado de más larga vida dentro de las series de la franquicia.
Aunque en un principio pueda parecer que la presencia de Worf en la Flota Estelar obedece a que el Imperio Klingon haya sido incluido en la Federación de Planetas Unidos, en el capítulo n.º 20 titulado «El corazón de la gloria» («Heart of Glory») se informa de que se trata del único klingon miembro de la Flota, y que ello se debe a que fue adoptado por una pareja de humanos después de la muerte de sus padres en una guerra contra los romulanos. Pese a que su condición de adoptado le asemeja a los personajes mestizos, como Spock o Deanna Troi, Worf siempre exhibirá una idiosincrasia típicamente klingon. En el mencionado capítulo aparecen por primera vez otros klingon, tres renegados belicistas contrarios a la política de coexistencia seguida por el Imperio, quienes excitan los sentimientos raciales de Worf y ponen a prueba su lealtad a la Federación. El capítulo fue muy importante para el desarrollo del personaje de Worf, que se benefició también de la posterior desaparición del personaje de Tasha Yar.
Al igual que en el caso de Spiner, el principal inconveniente para Dorn era que debía madrugar más que el resto para someterse a la intensa sesión de maquillaje que le caracterizaría como klingon. Puesto que el aspecto de esta raza había variado notablemente desde la serie original hasta las cuatro películas realizadas para entonces, los responsables del diseño del personaje tuvieron una cierta libertad para caracterizarlo, sentando así las bases para asentar el definitivo aspecto que los klingons tendrían en la franquicia.

## La plantilla técnica
La productora deseaba que la serie tuviera un aspecto cinematográfico, lo que implicaba un gasto considerable. Por ese motivo, cada uno de los episodios de la temporada tuvo un presupuesto de $1.300.000, el más alto hasta entonces en una serie de televisión. Ese esfuerzo no hubiera sido posible de no ser porque el régimen de sindicación permitió una gran libertad de movimientos a Paramount.

### Diseño de producción
El responsable máximo del diseño de producción fue Herman Zimmerman, quien contó con la valiosa aportación del joven diseñador gráfico Michael Okuda para crear tanto los futuristas paneles que aparecen en la nave como todo tipo de utilería. El equipo diseñó los diversos rincones del Enterprise: el puente de mando, la enfermería, la sala del capitán, la sala de reuniones, la sala de transportadores, el departamento de ingeniería, la zona de carga, las holocubiertas, y también los pasillos y turboascensores. Igualmente tuvo que actualizar utensilios como los fasers —las armas utilizadas por la tripulación— o los tricorders, dispositivos portátiles útiles para toda función que se le ocurra al guionista. Todo ello se hizo manteniendo el espíritu Star Trek pero actualizando su imagen. Siguiendo las instrucciones de Roddenberry, intentaron siempre reducir el tamaño de los instrumentos y simplificarlos respecto a los de la serie original. Para abaratar los costes, recurrieron a soluciones imaginativas, como la ya mencionada para diseñar el visor de La Forge o la elección de una moderna planta de tratamiento de aguas residuales como escenario para el idílico planeta que aparece en el episodio n.º 8, «Justicia» («Justice»). También contó con los ilustradores Andrew Probert, quien diseñó el aspecto externo e interno de la nave, y Rick Sternbach. Ambos tuvieron la responsabilidad de concebir en imagen lo que otros técnicos crearían luego tridimensionalmente. Además, en ciertas ocasiones se crearon escenarios pictóricos. Por ejemplo, en el episodio n.º 4, «Código de honor» («Code of Honor»), se recrea un palacio con ayuda de una excelente pintura en la que se inserta la acción. En general, la labor conjunta del equipo fue decisiva para dar vida a personajes y entornos.

### Efectos especiales
La supervisión de los efectos visuales corrió a cargo de Dan Curry. Entre los efectos más populares diseñados por el equipo se pueden reseñar el de la teletransportación de personas u objetos, ya creado en la serie original pero mejorado en TNG; o el del escudo protector creado en torno a la nave cuando colisiona con alguna radiación o campo de fuerza. En una época en la que no existían los efectos digitales creados por ordenador, el equipo tuvo que hacer uso de su imaginación y servirse, en muchas ocasiones, de materiales simples. Por ejemplo, en el episodio n.º 21, titulado «El arsenal de la libertad» («The Arsenal of Freedom»), la sofisticada arma capaz de aniquilar a un planeta entero estaba diseñada a partir de un bote de champú y un huevo de plástico que Curry encontró en su casa.
Dada la complejidad que conlleva la realización de una serie de ciencia ficción y la intención de la productora de dotarla de una apariencia moderna y cinematográfica, se requirieron los servicios de Industrial Light & Magic (ILM), la empresa especializada en efectos visuales creada por George Lucas. Los técnicos de ILM, acostumbrados al meticuloso trabajo que venían realizando para el cine, tuvieron que adaptarse al vertiginoso ritmo de trabajo de una serie de televisión, donde generalmente todo debe ser realizado en pocos días en vez de a lo largo de meses. Una de sus más conocidas aportaciones fue la famosa imagen en la que la Enterprise se distorsiona visualmente al pasar a velocidad factorial, una imagen que dura un segundo y se tardó dos días en rodar y que se puede ver al comienzo de cada episodio. Los productores de la serie quedaron asombrados al comprobar el bajo coste que tenían los complicados efectos requeridos.
El alto presupuesto de la serie permitió obtener un mayor nivel de calidad que la serie original. Una de las situaciones que pudieron verse en pantalla gracias a ello fue la separación de la nave en dos partes: el plato o disco que transporta a la mayor parte de la tripulación y el soporte que lleva los impulsores principales y queda como arma de batalla. Tal desdoblamiento se realiza en situaciones de emergencia, como ocurre en el episodio doble inicial. Esta capacidad había sido mencionada ya en la antigua serie, pero no había sido visualizada debido a las limitaciones presupuestarias.

### Maquillaje
El maquillaje, elemento básico en una serie en la que aparecen numerosos seres alienígenas, fue obra de Michael Westmore, reputado profesional que había sido galardonado con el Óscar al mejor maquillaje en la edición de 1985 por su trabajo en Mask. Sus trabajos más aparentes son los ya mencionados aspectos de Worf y Data, pero existen otros muchos personajes que lo requieren, como los ferengi de nueva creación o los ya tradicionales romulanos, además de otros más ocasionales.

### Música
La banda sonora de la primera temporada fue compuesta por Dennis McCarthy. Su música se inspiró en dos obras muy separadas por el tiempo: la inconfundible fanfarria compuesta por Alexander Courage para la serie original (1966) y la ya característica música compuesta por Jerry Goldsmith para Star Trek: La película (1979). McCarthy optó por un estilo sinfónico próximo al utilizado por la antigua serie, al comprobar que había envejecido mucho mejor que otras composiciones de música pop o rock de la misma época.

## Episodios
| N.º en serie | N.º en temp. | Título                                                        | Dirigido por      | Escrito por                                                                      | Fecha de emisión original | Código de prod. | Audiencia (millones) |
| ------------ | ------------ | ------------------------------------------------------------- | ----------------- | -------------------------------------------------------------------------------- | ------------------------- | --------------- | -------------------- |
| 12           | 12           | «Encounter at Farpoint» «Encuentro en Fairpoint»              | Corey Allen       | D.C. Fontana & Gene Roddenberry                                                  | 28 de septiembre de 1987  | 101102          | 15.7                 |
| 3            | 3            | «The Naked Now» «El presente inexorable»                      | Paul Lynch        | Historia: John D. F. Black & D. C. Fontana Guion: D. C. Fontana                  | 5 de octubre de 1987      | 103             | 11.5                 |
| 4            | 4            | «Code of Honor» «Código de honor»                             | Russ Mayberry     | Katharyn Powers & Michael Baron                                                  | 12 de octubre de 1987     | 104             | 9.5                  |
| 5            | 5            | «The Last Outpost» «El último baluarte»                       | Richard Colla     | Historia: Richard Krzmeien Guion: Herbert Wright                                 | 19 de octubre de 1987     | 105             | 8.9                  |
| 6            | 6            | «Where No One Has Gone Before» «Donde nadie ha podido llegar» | Rob Bowman        | Diane Duane & Michael Reaves                                                     | 26 de octubre de 1987     | 106             | 10.5                 |
| 7            | 7            | «Lonely Among Us» «Soledad en compañía»                       | Cliff Bole        | Historia: Michael Halperin Guion: D. C. Fontana                                  | 2 de noviembre de 1987    | 108             | 12.1                 |
| 8            | 8            | «Justice» «Justicia»                                          | James L. Conway   | Historia: John D. F. Black & Worley Thorne Guion: Worley Thorne                  | 9 de noviembre de 1987    | 109             | 12.7                 |
| 9            | 9            | «The Battle» «La batalla»                                     | Rob Bowman        | Historia: Larry Forrester Guion: Herbert Wright                                  | 16 de noviembre de 1987   | 110             | 10.5                 |
| 10           | 10           | «Hide and Q» «La tentación de Q»                              | Cliff Bole        | Historia: Maurice Hurley Guion: Maurice Hurley & Gene Roddenberry                | 23 de noviembre de 1987   | 111             | 11.0                 |
| 11           | 11           | «Haven» «Puerto»                                              | Richard Compton   | Historia: Tracy Tormé & Lan O'Kun Guion: Tracy Tormé                             | 30 de noviembre de 1987   | 105             | 10.3                 |
| 12           | 12           | «The Big Goodbye» «El gran adiós»                             | Joseph L. Scanlan | Tracy Tormé                                                                      | 11 de enero de 1988       | 113             | 11.5                 |
| 13           | 13           | «Datalore»                                                    | Rob Bowman        | Historia: Robert Lewin & Maurice Hurley Guion: Robert Lewin & Gene Roddenberry   | 18 de enero de 1988       | 114             | 10.3                 |
| 14           | 14           | «Angel One» «Ángel Uno»                                       | Michael Rhodes    | Patrick Barry                                                                    | 25 de enero de 1988       | 115             | 11.4                 |
| 15           | 15           | «11001001» «Números binarios 11001001»                        | Paul Lynch        | Maurice Hurley & Robert Lewin                                                    | 1 de febrero de 1988      | 116             | 10.7                 |
| 16           | 16           | «Too Short a Season» «Un periodo demasiado corto»             | Rob Bowman        | Historia: Michael Michaelian Guion: Michael Michaelian & D. C. Fontana           | 8 de febrero de 1988      | 112             | 10.9                 |
| 17           | 17           | «When the Bough Breaks» «Duérmete, niño»                      | Kim Manners       | Hannah Louise Shearer                                                            | 15 de febrero de 1988     | 118             | 10.2                 |
| 18           | 18           | «Home Soil» «Suelo habitado»                                  | Corey Allen       | Historia : Karl Geurs & Ralph Sanchez y Robert Sabaroff Guion: Robert Sabaroff   | 22 de febrero de 1988     | 117             | 9.0                  |
| 19           | 19           | «Coming of Age» «Mayoría de edad»                             | Mike Vejar        | Sandy Fries                                                                      | 14 de marzo de 1988       | 119             | 10.1                 |
| 20           | 20           | «Heart of Glory» «Corazón de gloria»                          | Rob Bowman        | Historia : Maurice Hurley, Herbert Wright & D. C. Fontana Guion : Maurice Hurley | 21 de marzo de 1988       | 120             | 10.7                 |
| 21           | 21           | «The Arsenal of Freedom» «El arsenal de la libertad»          | Les Landau        | Historia : Maurice Hurley & Robert Lewin Guion: Richard Manning & Hans Beimler   | 11 de abril de 1988       | 121             | 10.4                 |
| 22           | 22           | «Symbiosis» «Simbiosis»                                       | Win Phelps        | Historia : Robert Lewin Guion : Robert Lewin, Richard Manning & Hans Beimler     | 18 de abril de 1988       | 123             | 10.8                 |
| 23           | 23           | «Skin of Evil» «La piel del mal»                              | Joseph L. Scanlan | Historia: Joseph Stefano Guion : Joseph Stefano & Hannah Louise Shearer          | 25 de abril de 1988       | 122             | 9.7                  |
| 24           | 24           | «We'll Always Have Paris» «Siempre nos queda París»           | Robert Becker     | Deborah Dean Davis & Hannah Louise Shearer                                       | 2 de mayo de 1988         | 124             | 9.7                  |
| 25           | 25           | «Conspiracy» «La conspiración»                                | Cliff Bole        | Historia : Robert Sabaroff Guion: Tracy Tormé                                    | 9 de mayo de 1988         | 125             | 9.4                  |
| 26           | 26           | «The Neutral Zone» «La zona neutral»                          | James L. Conway   | Historia : Deborah McIntyre & Mona Clee Guion : Maurice Hurley                   | 16 de mayo de 1988        | 126             | 10.2                 |

## Descripción de episodios
Dependiendo de como se contabilice el episodio doble inicial, «Encuentro en Farpoint» la temporada consta de un total de 25 o 26 episodios. El capítulo fue estrenado como un único episodio de doble duración, pero posteriormente fue reeditado en dos capítulos diferentes para nuevas reposiciones. Como era habitual en la serie original, varios capítulos tocan temas éticos, filosóficos o jurídicos de cierto alcance, si bien la sociedad norteamericana había cambiado en los veinte años transcurridos entre ambas series.
El episodio 3, «El presente inexorable» («The Naked Now»), muestra a casi toda la tripulación intoxicada y perdiendo todas sus inhibiciones a causa de un extraño virus. El guion está basado en una idea original elaborada en 1967, es decir, durante el rodaje de la serie original. Viene a ser una especie de secuela del episodio de aquella «Horas desesperadas» («The Naked Time»), en el que vuelve a aparecer el virus Psi 2000. En el capítulo, podemos comprobar que Data tiene una total identidad de género masculina, ya que mantiene relaciones sexuales con Tasha Yar.

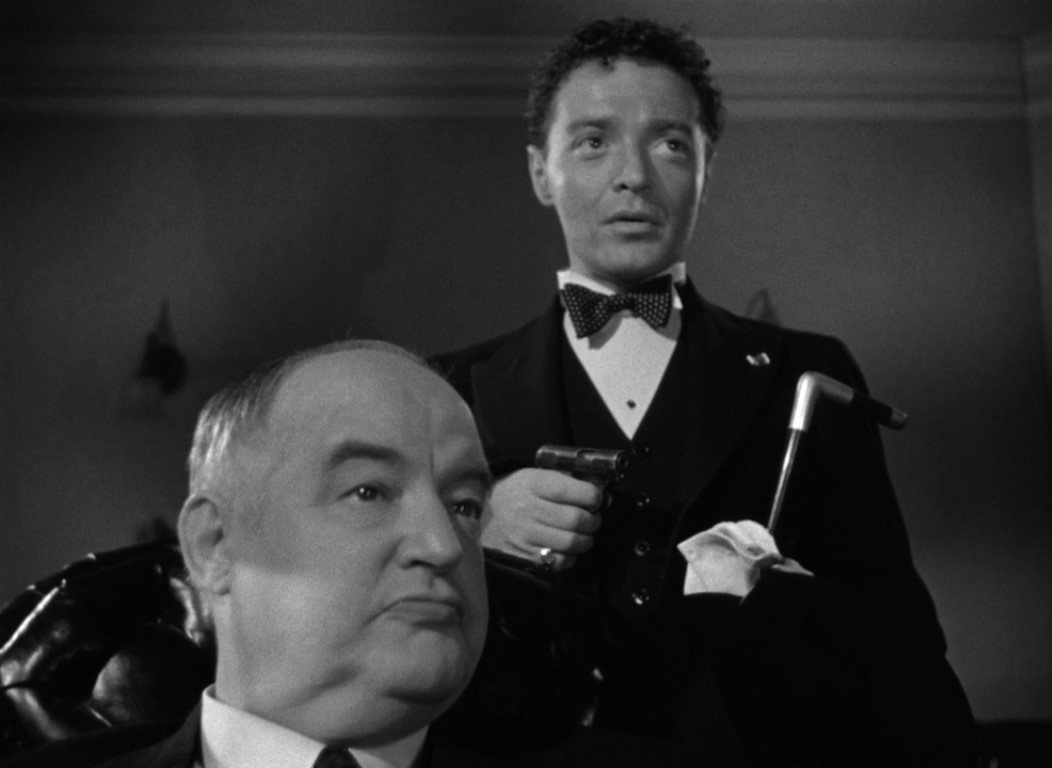
Los hologramas de «El gran adiós» están inspirados en los personajes de El halcón maltés.

El capítulo 8, «Justicia», realiza una reflexión acerca de la Justicia y si su carácter es absoluto o debe estar moderada por la equidad. Al visitar un planeta habitado por hospitalarias personas de aspecto joven y hermoso, Wesley Crusher comete involuntariamente una pequeña infracción. Para sorpresa de Picard, la ley local establece una única sanción para cualquier tipo de falta: la pena de muerte. Limitado por la directiva principal —que impone que la Federación no debe entrometerse en los asuntos internos de otros mundos— el capitán deberá buscar una solución aceptable para ambas partes que evite lo que le parece una condena injusta por desproporcionada. La postura de Picard será clara: «no puede haber justicia mientras las leyes sean absolutas». Además informa de que la pena capital fue abolida hace mucho tiempo en la Tierra, y que se actúa sobre la delincuencia atacando sus causas.
El galardonado episodio 12, «El gran adiós», explora las posibilidades de la holocubierta y la capacidad de los seres allí creados para tomar conciencia de sí mismos. Picard deberá engañar a un holograma encarnado por Lawrence Tierney —quien luce un aspecto casi idéntico al de Sydney Greenstreet en el clásico del cine negro El halcón maltés— para que abandone la sala, lo que producirá su inevitable desaparición. La destrucción de los hologramas no plantea problemas de conciencia a Picard, probablemente por tratarse de meras creaciones limitadas a la holocubierta. Esa inicial falta de respeto por la «vida» de los hologramas cambiaría en episodios de temporadas posteriores y llegaría hasta la creación de un personaje protagonista: el holograma médico de emergencia de Star Trek: Voyager.
El episodio 14, «Ángel Uno», trata indirectamente sobre el machismo presentando un planeta en el que las mujeres son fuertes y los hombres sumisos. El rechazo del orden imperante por parte de unos humanos que llegaron accidentalmente al lugar plantea al capitán cómo compaginar el respeto a la directiva principal con su deseo de ayudar a sus compatriotas, condenados a muerte por oponerse a la discriminación sexual. Sin embargo, la forma en que los guionistas resuelven el conflicto es quizá tan sexista como la sociedad: puesto que la gobernante del planeta ha tenido un escarceo amoroso con Riker, la defensa que este hace de la clemencia acabará por suavizar a la intransigente política.
El programa 18, «Suelo habitado», narra el descubrimiento de una forma de vida microscópica pero inteligente. Plantea así una cuestión que se repetirá en varias ocasiones a lo largo de la serie, siempre con idéntico planteamiento: el respeto a todas las formas de vida inteligente y el riguroso reconocimiento de su derecho de autodeterminación. En esta ocasión, el hecho de que la forma de vida sea inorgánica dificulta particularmente que los científicos que están terraformando un planeta aparentemente carente de vida reconozcan los derechos de la especie que impide su trabajo.
En el capítulo 21, «El arsenal de la libertad», la Enterprise llega a un planeta muerto que fue habitado por un pueblo dedicado a la fabricación y venta de armas cada vez más perfectas. Se describe así un tema clásico en la ciencia ficción, como los peligros de la tecnología, particularmente la armamentística, pueden acabar provocando el fin de la civilización.
El guion del también premiado episodio 25, «La conspiración», fue tomado de «Punto muerto», capítulo de la fallida Star Trek: Phase II. En este, la Enterprise participa en unos juegos de guerra acompañada de un consejero científico. Al detectar la existencia de diversos problemas, se transportan a la base y descubren que los altos mandos han sido sustituidos por alienígenas.
El episodio final, «La zona neutral», aborda el tema de la criónica. La Enterprise encuentra los cadáveres de tres seres humanos fallecidos durante el siglo XX y conservados en frío hasta que llegue una época en la que puedan ser devueltos a la vida. Aunque son devueltos a la vida gracias a la medicina de la doctora Crusher, el guion elude pronunciarse acerca de si tal situación puede ser considerada una forma de inmortalidad, un concepto este que Star Trek no considera positivo.

## Personajes, lugares y temas recurrentes
A lo largo de la primera temporada aparecieron personajes, razas o artilugios nuevos que luego reaparecerían en capítulos de las siguientes temporadas de la serie o, incluso, en capítulos de nuevas series de la franquicia.

### Q

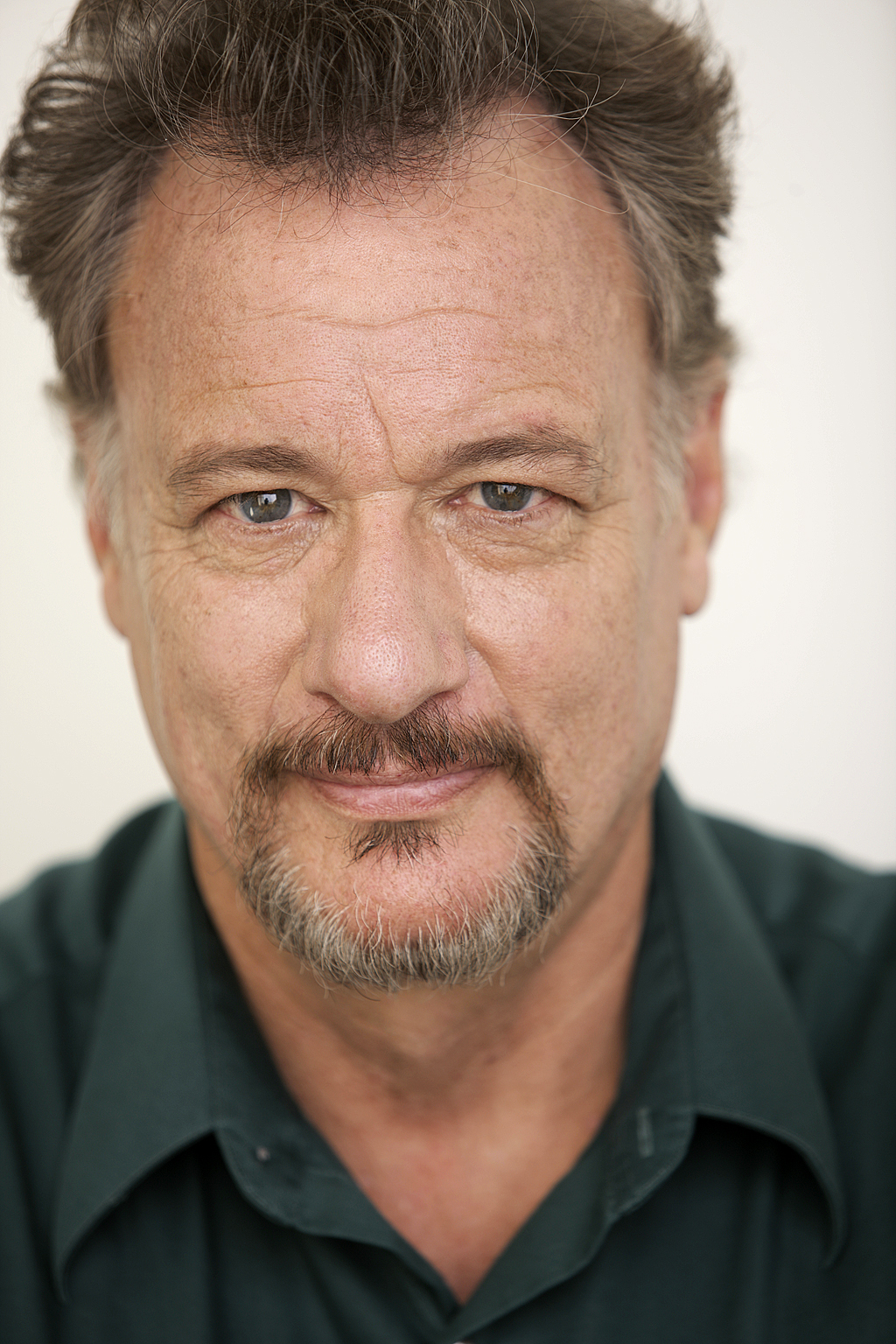
El actor John de Lancie interpretó a Q.

En el capítulo doble inicial aparece ya el personaje de Q, un ser aparentemente todopoderoso de carácter caprichoso, juguetón y carente de escrúpulos que parece sentir especial curiosidad por los seres humanos. Aunque parece ser incorpóreo, el personaje se materializa con la apariencia del actor John de Lancie, un habitual del medio televisivo. Gene Roddenberry ya tenía preparado el capítulo inicial como un episodio sencillo con la trama relativa a Farpoint, pero Paramount le dijo que debía ser doble. Pese a su resistencia, el creador tuvo que acabar cediendo, para lo que utilizó otra trama en la que aparecía Q. Este personaje, perteneciente a un colectivo al que se denomina como «el continuo Q», pretende juzgar a la raza humana en las personas de los tripulantes de la Enterprise. Precisamente será la ausencia de uso de violencia en la resolución del conflicto de Farpoint lo que demostrará la inocencia de los terrestres.
El personaje gustó tanto que fue de nuevo utilizado en el episodio n.º 10, «La tentación de Q» («Hide and Q»), donde tentará a Riker y a sus compañeros ofreciendo a aquel un poder omnímodo similar al suyo. El personaje reaparecería en capítulos de posteriores temporadas, convirtiéndose en una de las presencias habituales no sólo de la serie sino de la franquicia.

### La holocubierta
En los ochenta años transcurridos desde la época del capitán Kirk, la tecnología ha seguido avanzando. Fruto de ese progreso es la holocubierta, una sala de la nave donde se pueden recrear escenarios, objetos y aun personas configurando un entorno de realidad virtual en el que el usuario puede interactuar con la máquina. Ya en el episodio inicial, «Encuentro en Farpoint», se mostraba cómo la holocubierta podía crear entornos naturales con fines meramente recreativos, quedando admirado el comandante Riker al encontrar a Data en un bosque virtual surcado por un río. En el episodio 4, «Código de honor» («Code of Honor»), la teniente Yar muestra a unos invitados las posibilidades de la holocubierta como elemento de instrucción militar, creando un rival con el que competir en artes marciales. Sin embargo, es el episodio 12, «El gran adiós» («The Big Goodbye»), el que más avanza en las posibilidades recreativas del invento. En este episodio, el capitán Picard pone en marcha un programa en el que puede actuar como el ficticio detective privado Dixon Hill, protagonista de una serie de novelas negras. Picard queda asombrado ante el realismo tanto de la ambientación como de los mismos personajes con los que puede interactuar, aunque una avería en el mecanismo conducirá la aventura por caminos inesperados. Por último, el episodio n.º 15, «Números binarios» («11001001»), avanza con precaución por un sugerente camino al mostrar cómo dos alienígenas que realizan tareas de reparación en la Enterprise manipulan la holocubierta con el fin de distraer la atención de Riker y Picard. El programa abierto por el comandante (un bar de Nueva Orleáns con ambiente de jazz) incluye a una atractiva mujer que interactúa de forma extremadamente sensual, llegando a intercambiar un beso con el número uno.
La holocubierta fue un gran hallazgo creativo, pues permitió oxigenar el cerrado ambiente de la nave utilizando refrescantes exteriores sin abandonar la Enterprise. Además, permitió también incluir episodios de tipo recreativo ambientados en diferentes épocas y lugares, sin necesidad de recurrir a los viajes en el tiempo (un recurso este último ya presente en la serie original y las películas que la continuaron), al menos durante la primera temporada.

### Lwaxana Troi
En el episodio n.º 11, “Puerto” ("Haven"), aparece por primera vez Lwaxana Troi, la madre de Deanna Troi. Está interpretada por Majel Barrett, esposa de Gene Roddenberry y actriz que trabajó en la serie original, donde encarnó a la enfermera Christine Chapel. Además, Barret ponía habitualmente la voz a la habitual computadora de a bordo en TNG. Lwaxana es una betazoide cuya menopausia le ocasiona una cierta ninfomanía; una auténtica pesadilla para su hija Deanna y constante fuente de situaciones cómicas. El personaje reaparecería con éxito en sucesivas temporadas. En esta primera aparición, está acompañada por su asistente Mr. Homm, interpretado por el altísimo actor Carel Struycken, conocido por su papel del mayordomo Lurch en The Addams Family y sus secuelas.

### Los ferengi

Gráfico que muestra la evolución de los niveles de audiencia de los episodios de la primera temporada

La alianza establecida entre la Federación de Planetas Unidos y el Imperio Klingon, unida a la inicial política impuesta por Gene Roddenberry de proscribir a las «viejas razas» presentes en la serie original exigía buscar nuevos adversarios para la Enterprise. Fruto de esa necesidad nacen los ferengi, ya mencionados en el episodio inicial pero que aparecerán por vez primera en el episodio n.º 5, «El último baluarte» («The Last Outpost»). En este capítulo, la Enterprise establece un primer contacto con dicha raza, estando uno de sus miembros interpretado por Armin Shimerman, actor que unos años más tarde formaría parte del elenco de Star Trek: Espacio profundo nueve interpretando al ferengi más famoso: Quark. Estos nuevos antagonistas vuelven a aparecer en el episodio n.º 9, «La batalla» («The Battle»). Los ferengi resultan ser pequeños de estatura, taimados y codiciosos. Son definidos como comerciantes oportunistas carentes de escrúpulos y predispuestos al robo, si este resulta posible.
Sin embargo, aunque los ferengi demostrarían en Star Trek: espacio profundo nueve tener un potencial enorme como elemento argumental, no eran el antagonista necesario para el desarrollo de la serie. Por tal motivo se buscaron otros adversarios. Fruto de esa labor, el episodio n.º 19, «Mayoría de edad» («Coming of Age»), insinuaba la existencia de una amenaza interna en la Federación. Dicho peligro se materializaría en el episodio n.º 25, «La conspiración» («Conspiracy»), en forma de unos ladrones de cuerpos alienígenas que se han infiltrado en puestos clave de la Federación. Por otro lado, el episodio final de la temporada, «La Zona Neutral»  («The Neutral Zone»), rescata a los romulanos, viejos adversarios con los que la Federación mantiene una larga guerra fría. En el mismo episodio, se describen los devastadores efectos ocasionados por el ataque de un enemigo desconocido, dejando así una nueva trama abierta para la siguiente temporada.

### Lore
En el episodio n.º 13, titulado «Datalore», la nave llega al planeta donde Data fue creado. Allí se relata que el androide fue creado por el Dr. Noonien Soong y que constituye un ejemplar único. Sin embargo, la tripulación del Enterprise encuentra un segundo androide desmontado aparentemente idéntico al comandante. La personalidad de Lore resultará ser totalmente opuesta a la de su hermano, y llegará a poner en peligro a la tripulación.
Tanto este personaje como otros que aparecerían en posteriores temporadas permitirían a Spiner demostrar que sus cualidades interpretativas iban más allá de representar al rígido androide.

### Invitados del pasado
En el doble episodio inicial «Encuentro en Far Point» aparece brevemente como estrella invitada DeForest Kelley, interpretando a un extremadamente anciano almirante McCoy de 137 años. El decrépito pero todavía lúcido McCoy —personaje que se ganó poco a poco el derecho a formar parte del trío protagonista de la serie original— participa en la botadura de la nueva nave y mantiene una conversación con Data, estableciendo un paralelismo entre este y su antiguo compañero Spock. Su consejo al androide: «La Enterprise es como una dama; trátala con dulzura y siempre te devolverá a casa». En sucesivas temporadas aparecerán nuevos personajes de la antigua serie, como el propio Spock; su padre, Sarek; o el antiguo jefe de ingeniería Scott. El mismo capitán Picard aparecería años más tarde como invitado en el primer episodio de Star Trek: Espacio profundo nueve.

## Valoraciones
Durante toda la temporada, los propios miembros del equipo tuvieron serias dudas acerca de la continuidad de la serie. Muchos eran quienes pensaban que la popularidad de los protagonistas de la serie original, por aquel entonces presentes en sucesivas versiones cinematográficas, impediría que el público se identificara con los nuevos personajes. De hecho, la reacción inicial de algunos trekkies fue de rechazo a que nuevos personajes suplantaran al capitán Kirk y sus compañeros; sobre todo teniendo en cuenta que eran completamente desconocidos y muy diferentes de los antiguos. Sin embargo, la primera temporada llegó a su fin con unos índices de audiencia aceptables y, ya durante su emisión, algún crítico perspicaz vaticinó que TNG y no la serie original era la genuina Star Trek del momento. Paramount conseguía recuperar aproximadamente un millón de dólares del coste de cada episodio mediante la publicidad, lo que era sólo una parte, pero hay que tener en cuenta que seguía vendiendo la serie original para su reemisión y que el éxito de cada una de las dos series beneficiaba a la otra. No obstante, algunos críticos consideran, con la perspectiva del tiempo, que la primera temporada es inferior a las que vinieron después, y que ello se debe al fundamentalismo con que Gene Roddenberry concibió las tramas y las relaciones interpersonales. Además, la fidelidad al original fue muy marcada, hasta el punto de que el episodio tres, «El presente inexorable», retomó un tema de la primitiva serie. TNG tardó en encontrar su propio estilo.
Pese a estar en sus inicios, la serie logró algunos reconocimientos destacables. En la XL edición de los Premios Emmy compitió con siete nominaciones y obtuvo tres premios. «El gran adiós» recibió el Emmy al mejor diseño de vestuario por su excelente reconstrucción de la moda de los años 1930 en el programa recreativo que Picard utiliza en la holocubierta, moda que contrasta con los futuristas uniformes habitualmente utilizados por los personajes de la serie; además, Edward R. Brown estuvo nominado al premio a la mejor fotografía por su labor en dicho capítulo. «Números binarios» recibió el premio a la mejor edición de sonido, principalmente por la imaginativa creación del computerizado lenguaje empleado por los emparejados alienígenas que reparan la nave. «La conspiración» fue galardonada con el Emmy al mejor maquillaje por el trabajo realizado en la parte final del episodio, en la que Picard y Riker destruyen a los ladrones de cuerpos. Además, «Donde nadie ha podido llegar» estuvo nominado al premio a la mejor mezcla de sonido en una serie dramática, «Mayoría de edad» estuvo también nominado al mejor maquillaje y «Puerto» fue candidato al premio al mejor trabajo de peluquería.
«El gran adiós» ganó también un Premio Peabody por el alto nivel de calidad que ofrecía en el medio televisivo en régimen de sindicación, siendo el único episodio de la franquicia que ha obtenido tal reconocimiento y el primer programa emitido en sindicación que lo logró. Por último, cabe mencionar que «Encuentro en Farpoint» fue candidato al Premio Hugo a la mejor representación dramática, siendo ese año el único episodio televisivo nominado frente a cuatro películas, y siendo derrotado por The Princess Bride. Años más tarde, en 2013, el lanzamiento de la primera y segunda temporadas en Blue-ray sería nominado para el Premio Saturno al mejor lanzamiento televisivo en formato de disco.
Pese a su coste muy por encima de la media, la serie resultó interesante para Paramount y consiguió iniciar una segunda temporada a pesar de coincidir con una huelga de guionistas. En la tercera temporada, la serie estaba tan consolidada que se permitió finalizar con un episodio doble cuya continuación sería el primer episodio de la siguiente. En la quinta, se preparó meticulosamente el lanzamiento de una nueva serie: Star Trek: espacio profundo nueve, a la que migrarían algunos de los personajes de TNG. Y todavía se emitirían dos temporadas más coexistiendo con la nueva serie derivada. Posteriormente, se rodarían también cuatro películas de largometraje protagonizadas por Picard y su tripulación. El éxito de la franquicia se prolongó con las series Star Trek: Voyager y Enterprise. Años después, muchos opinaban que Star Trek: La nueva generación fue la mejor y más exitosa de las series de la franquicia, por delante de la mismísima serie original.

### Premios y nominaciones
Premios Peabody
| Año  | Categoría       | Episodio        | Resultado |
| ---- | --------------- | --------------- | --------- |
| 1987 | Entretenimiento | «El gran adiós» | Ganador   |

XL edición de los Premios Primetime Emmy
| Categoría                                 | Episodio                       | Candidatos                                                                              | Resultado |
| ----------------------------------------- | ------------------------------ | --------------------------------------------------------------------------------------- | --------- |
| Mejor peluquería en una serie             | «Puerto»                       | Richard Sabre                                                                           | Nominado  |
| Mejor maquillaje en una serie             | «La conspiración»              | Werner Keppler Michael Westmore Gerald Quist                                            | Ganadores |
| Mejor maquillaje en una serie             | «Mayoría de edad»              | Michael Westmore Werner Keppler Gerald Quist Rolf John Keppler                          | Nominados |
| Mejor fotografía en una serie             | «El gran adiós»                | Edward R. Brown                                                                         | Nominado  |
| Mejor diseño de vestuario en una serie    | «El gran adiós»                | William Ware Theiss                                                                     | Ganador   |
| Mejor edición de sonido en una serie      | «Números binarios»             | Bill Wistrom Wilson Dyer Mace Matiosian James Wolvington Gerry Sackman Keith Bilderbeck | Ganadores |
| Mejor mezcla de sonido en serie dramática | «Donde nadie ha podido llegar» | Chris Haire Doug Davey Jerry Clemans Alan Bernard                                       | Nominados |

Premios Hugo
| Año  | Categoría                      | Episodio                | Resultado |
| ---- | ------------------------------ | ----------------------- | --------- |
| 1988 | Mejor representación dramática | «Encuentro en Farpoint» | Nominado  |